# Понтекулан, Луи-Густав де
Луи́-Густав Дульсе́, граф де Понтекула́н (фр. Louis-Gustave Doulcet, comte de Pontécoulant; 17 ноября 1764, Кан (Нормандия) — 3 апреля 1853, Париж) — французский политический деятель.
В честь его сына, астронома Понтекулана (1795—1874), назван один из лунных кратеров.

## Биография и деятельность
Был лейтенантом гвардии, когда разразилась революция; стал её горячим сторонником. Избранный членом Национального конвента, сначала держал сторону монтаньяров, но на процессе Людовика XVI голосовал за ссылку и за отсрочку исполнения приговора и затем примкнул к жирондистам; не попал, однако, в список опальных депутатов (31 мая 1793 г.), несмотря на предложение Кутона; подписал протест против событий 31 мая.
30 октября объявленный вне закона, Понтекулан искал убежища в Цюрихе, где зарабатывал на жизнь столярной работой. В декабре 1794 года вернулся во Францию. Избранный в совет пятисот, Понтекулан защищал там свободу печати; после открытия заговора Бабефа старался помешать реакции. Его оппозиция перевороту 18 фрюктидора привела к новому изгнанию, из которого он возвратился лишь 18 брюмера.
В последние дни существования Конвента Понтекулан покровительствовал Бонапарту. Достигнув власти, Наполеон назначил его сначала префектом, потом сенатором. Возведённый Людовиком XVIII в пэры Франции, он примкнул к либеральной партии.
Умер в Париже, предпоследним из депутатов Революционного конвента. Похоронен на кладбище Пер-Лашез, участок 60.

## Семейная жизнь
Осенью 1793 года Понтекулан скрывался от преследований монтаньяров у владелицы крупнейшей в Париже типографии — вдовы Марии Анны Элизабет Леже (Lejay) (1765—1844), о которой говорили, что она была любовницей графа Мирабо. По возвращении во Францию в декабре 1794 года Понтекулан женился на своей спасительнице. В этом браке родились сыновья Луи Адольф (1794—1882) и Филипп Густав (1795—1874). Став графиней де-Понтекулан, Мария Анна написала о своём муже в одном частном письме: «К сожалению, рядом со мною есть большой плохой мальчик, который носит бороду, будто пожарник. Но в любом случае знайте, что я вышла замуж очень молодой».

## Издания
Оставил Мемуары, изданные в Париже в четырёх томах: Pontecoulant comte de. Souvenirs historiques et parlamentaires. T. 1-4. Paris, 1861—1865. В первом томе подробно рассказывается, как в июле 1793 года Шарлотта Корде звала его в свои защитники на процессе в Революционном трибунале и почему Понтекулан не выступил в этом качестве.